# Арчер, Колин
Ко́лин А́рчер (норв. Colin Archer, 22 июля 1832 — 3 февраля 1921) — известный норвежский кораблестроитель.
Вошёл в историю как создатель легендарного корабля «Фрам», на котором в конце XIX века Фритьоф Нансен предпринял попытку покорения Северного полюса, а в 1911 году Руаль Амундсен на этом же судне высадился в Антарктиде и покорил Южный полюс.
Известен как создатель очень надежных и безопасных кораблей.

## Биография
Родился в Норвегии в семье шотландских эмигрантов, которые переехали в 1825 году. Жил и работал в Ларвике.
В настоящее время, в честь Колина Арчера названа парусная регата Colin Archer Memorial Race.

## Память
В честь Колина Арчера названа бухта в пределах пролива Заря напротив острова Нансена (архипелаг Норденшёльда) N 76,13823° E 094,90969°